# Selección de rugby de Panamá
La selección de Rugby de Panamá, también conocida como Diablos Rojos, es la selección nacional de rugby en ese país y está regulada por la Unión Panameña de Rugby.
El seleccionado que tomó el apodo de Diablos Rojos por un club panameño fundado en el 2004, comenzó disputando partidos amistosos o de torneos menores en el 2005. En el 2014 hizo su debut en una competición de Sudamérica Rugby ex CONSUR, ente regulador del rugby en América del Sur y Central, en el Centro Sudamericano de Rugby 2014 celebrado en su país.

## Participación en copas

### Copa del Mundo
- no ha participado

### Sudamericano C
- Sudamericano C 2012: no participó
- Sudamericano C 2013: no participó
- Sudamericano C 2014: 4.º puesto (último)
- Sudamericano C 2015: 4.º puesto (último)
- Sudamericano C 2016: 3.er puesto[4]
- Sudamericano C 2017: 4.º puesto (último)
- Sudamericano C 2018: Campeón invicto

### Centroamericano[5]
- Centroamericano 2007: 2.º puesto
- Centroamericano 2010: 3.er puesto

### Tours
- Tour a Nicaragua 2013: ganó (0-1)[6]

### Otros torneos
- Triangular de exhibición 2013: 2.º puesto

## Estadísticas
| Adversario            | Jugados | Ganados | Perdidos | Empatados | % Efectividad |
| --------------------- | ------- | ------- | -------- | --------- | ------------- |
| Cafeteros XV          | 2       | 0       | 2        | 0         | 0,0 %         |
| Costa Rica            | 7       | 0       | 7        | 0         | 0,0 %         |
| Costa Rica Barbarians | 1       | 0       | 1        | 0         | 0,0 %         |
| El Salvador           | 4       | 2       | 2        | 0         | 50.0 %        |
| Guatemala             | 4       | 0       | 4        | 0         | 0.0 %         |
| Honduras              | 1       | 1       | 0        | 0         | 100.0 %       |
| Nicaragua             | 2       | 1       | 1        | 0         | 50.0 %        |
| Total                 | 21      | 4       | 17       | 0         | 19.04 %       |

* Último test match considerado vs El Salvador (51-26), agosto de 2018.